# منفی (فیلم ۱۹۶۸)
«منفی» (انگلیسی: Negatives (1968 film)) یک فیلم است که در سال ۱۹۶۸ منتشر شد. از بازیگران آن می‌توان به دیان کیلنتو و گلندا جکسون اشاره کرد.